# Ataques aéreos à Ucrânia de 8 de julho de 2024
Uma onda massiva de ataques aéreos foi perpetrada pelas Forças Armadas da Rússia contra a Ucrânia no dia 8 de julho de 2024. Vários modelos de mísseis russos foram usados nos ataques, que aconteceram no final da manhã e começo da tarde daquele dia, sendo que, além da capital ucraniana, as cidades de Kryvy Rih, Pokrovsk, Dnipro e Kropyvnytsky foram atingidas. Em Kiev, 33 pessoas perderam suas vidas em decorrência do bombardeio de vários edifícios residenciais e do hospital de cuidados infantis Okhmatdyt, lugar em que 627 menores recebiam tratamento médico no momento do ataque. Um total de 10 ucranianos morreram em Kryvy Rih, 3 em Pokrovsk, e 1 em Dnipro, com 190 pessoas ficando feridas.
O Ministério da Defesa da Rússia declarou que a onda de ataques contra a Ucrânia mirou bases aéreas e a indústria de defesa ucraniana, tendo ocorrido como retaliação a ataques do país invadido contra alvos econômicos russos. No dia 9 de julho, Dmitry Peskov, o assessor de imprensa do Presidente da Rússia, e Maria Zakharova, representante do Ministério das Relações Exteriores da Rússia, alegaram, sem apresentar qualquer tipo de prova, que o míssil que atingiu o hospital pediátrico em Kiev era, na verdade, parte da defesa antiaérea da própria Ucrânia. Contudo, várias investigações comprovaram que um projétil Kh-101, um míssil de cruzeiro russo, foi o armamento utilizado contra Okhmatdyt.

## Ataques
De acordo com o tenente-general Mykola Oleshchuk, Comandante da Força Aérea da Ucrânia, uma primeira rodada de ataques, com a qual as forças de defesa ucraniana não tiveram grandes problemas, foi disparada na madrugada do dia 8, uma segunda-feira. Uma outra rodada, porém, foi lançada por volta da 10 horas da manhã, incluíndo ao menos um míssil aerobalístico Kh-47M2 Kinzhal, quatro mísseis balísticos Iskander-M, um míssil de cruzeiro 3M22 Tsirkon, treze mísseis de cruzeiro Kh-101, 14 mísseis de cruzeiro 3M-54 Kalibr, dois mísseis de cruzeiro Kh-22 e três mísseis aéreos guiados Kh-59 ou Kh-69. As Forças Armadas da Ucrânia lograram interceptar trinta destes projéteis, sendo os restantes responsáveis pelos danos materiais e perdas de vida que se seguiram.

### Kiev
A partir das 09:52, começaram a soar na capital ucraniana as sirenes que anunciavam a iminência de um bombardeio russo, com as primeiras explosões sendo reportadas a partir das 10:30. Ao todo, 33 pessoas (incluindo cinco menores) morreram, com 121 ucranianos (10 deles crianças) ficando feridos. Estima-se que 129 prédios foram destruídos ou danificados aquele dia. A terça seguinte, 9 de julho, foi declarada como dia de luto em respeito às vítimas da cidade.
No distrito de Solomyansky, aproximadamente às 10h30, devido ao impacto de um míssil no telhado do prédio comercial da empresa Dominion, sete pessoas morreram, nove ficaram feridas e os dois andares superiores foram parcialmente destruídos.
Depois das 13:00, em virtude da queda de destroços de mísseis russos abatidos, um prédio em que funcionava as clínicas médicas Adonis e Isis foi atingido, com cinco médicos e dois pacientes da primeira clínica vindo a óbito. O edifício, localizado no distrito de Dniprovsky, foi parcialmente destruído.